# De verschijning van Christus aan de mensen

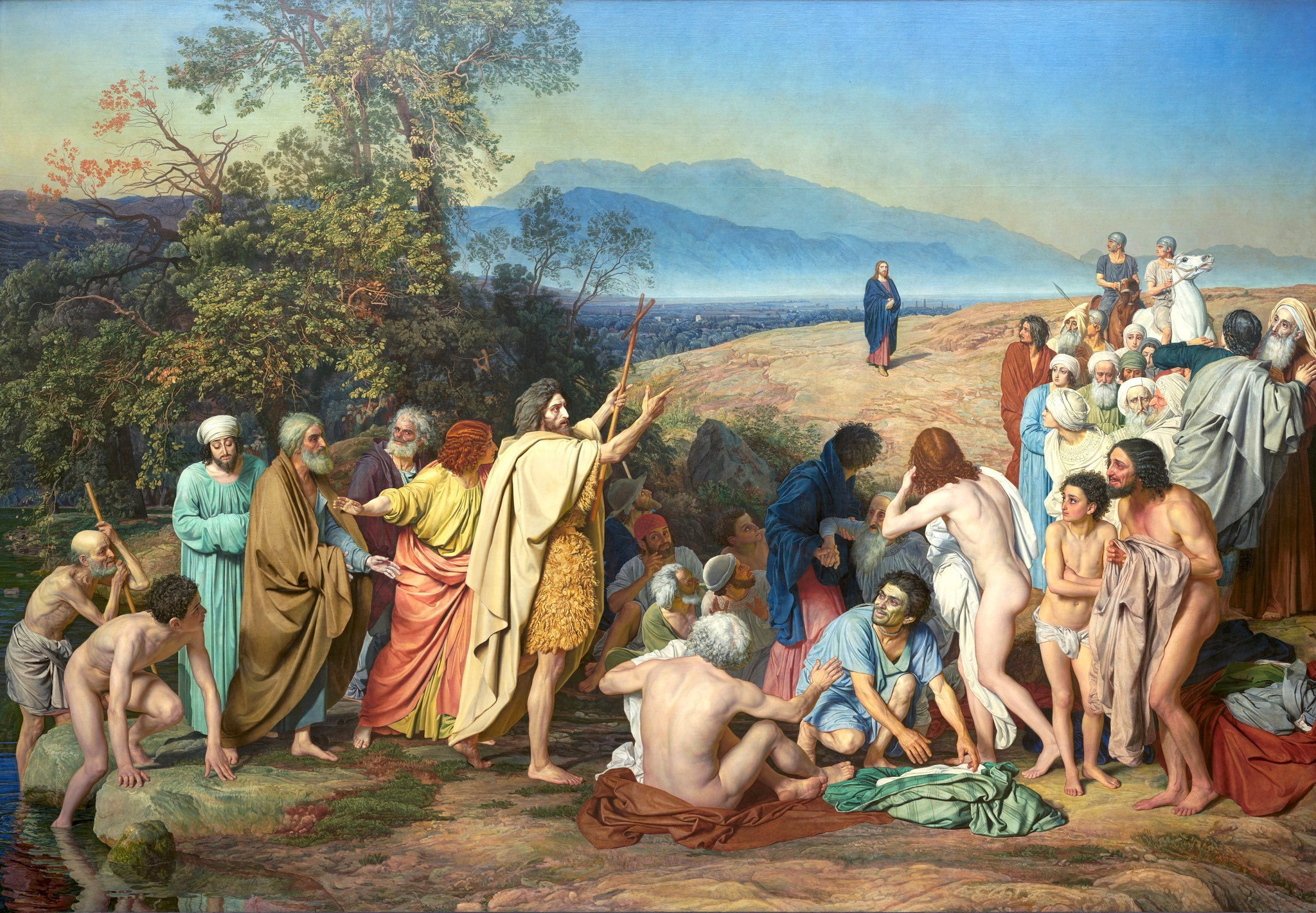
De verschijning van Christus aan de mensen

De verschijning van Christus aan de mensen is een schilderij van Alexander Ivanov (1806-1858), hij maakte het schilderij tussen 1837 en 1857. 
Het schilderij toont het tafereel uit Mattheüs 3:13 van Johannes de Doper (man met de staf in het midden) die een groep gelovigen aan het dopen is in de Jordaan. Rechts staat een groep van de Joodse Sekte (ook wel Essesen) en Farizeeën. In het midden staat Jezus Christus afgebeeld.
Het schilderij hangt in tegenwoordig in de Tretjakovgalerij, een galerij in Moskou. De studies over het schilderij worden echter in het Russisch museum in Sint-Petersburg tentoongesteld.